# دوغلاس فيربانكس
دوغلاس فيربانكس (بالإنجليزية: Douglas Fairbanks)‏ ممثل ومخرج وكاتب ومنتج (ولد يوم 23 مايو 1883م – توفي 12 ديسمبر 1939م).، وبدأ مسيرته الفنية عام 1899.

## حياته
من مواليد 23 مايو 1883 في [[دنفر (كولورادو)|،اشتهر بدوره الجريء في أفلامٍ صامتة مثل لص بغداد (The Thief of Bagdad)، و روبن هود (Robin Hood)، وعلامة زورو (The Mark of Zorro).
كان فيربانكس رجل أعمالٍ ذكيًا وعضوًا مؤسسًا بشركة الفنانين المتحدين (United Artists). كما كان فيربانكس عضوًا مؤسسًا بـأكاديمية فنون وعلوم الصور المتحركة، وقد استضاف مهرجان الأوسكار في عام 1929م. بزواجه من ماري بيكفورد (Mary Pickford) في عام 1920م، أصبح الزوجان ملوك هوليوود وأُشير إليه باسم «ملك هوليوود»، حصل الممثل كلارك غيبل (Clark Gable)على اللقب فيما بعد. تدهورت مهنته بسرعة مع ظهور «الأفلام السينمائية الناطقة (talkies)».

## وفاته
فارق دوغلاس فيربانكس الحياة في 12 ديسمبر 1939 في سانتا مونيكا كاليفورنيا بسبب مرض احتشاء عضلة القلب.

## الأعمال
- روبن هود
- علامة زورو
- لص بغداد
- علي بابا يذهب إلى البلدة

## وصلات خارجية
- دوغلاس فيربانكس على موقع IMDb (الإنجليزية)
- دوغلاس فيربانكس على موقع الموسوعة البريطانية (الإنجليزية)
- دوغلاس فيربانكس على موقع روتن توميتوز (الإنجليزية)
- دوغلاس فيربانكس على موقع مونزينجر (الألمانية)
- دوغلاس فيربانكس على موقع ألو سيني (الفرنسية)
- دوغلاس فيربانكس على موقع أول موفي (الإنجليزية)
- دوغلاس فيربانكس على موقع قاعدة بيانات برودواي على الإنترنت (الإنجليزية)
- دوغلاس فيربانكس على موقع قاعدة بيانات الأفلام السويدية (السويدية)
- دوغلاس فيربانكس على موقع إن إن دي بي (الإنجليزية)
- دوغلاس فيربانكس على موقع ديسكوغز (الإنجليزية)

- دوغلاس فيربانكس على موقع IMDb (الإنجليزية)
- دوغلاس فيربانكس على موقع الموسوعة البريطانية (الإنجليزية)
- دوغلاس فيربانكس على موقع روتن توميتوز (الإنجليزية)
- دوغلاس فيربانكس على موقع مونزينجر (الألمانية)
- دوغلاس فيربانكس على موقع ألو سيني (الفرنسية)
- دوغلاس فيربانكس على موقع أول موفي (الإنجليزية)
- دوغلاس فيربانكس على موقع قاعدة بيانات برودواي على الإنترنت (الإنجليزية)
- دوغلاس فيربانكس على موقع قاعدة بيانات الأفلام السويدية (السويدية)
- دوغلاس فيربانكس على موقع إن إن دي بي (الإنجليزية)
- دوغلاس فيربانكس على موقع ديسكوغز (الإنجليزية)
- The Douglas Fairbanks Museum
- AFI Catalog Silent Films entry for Douglas Fairbanks
- مؤلفات Douglas Fairbanks في مشروع غوتنبرغ
- Douglas Fairbanks(exclusively a stage star in 1910); PeriodPaper.com